# Frederic Lucas

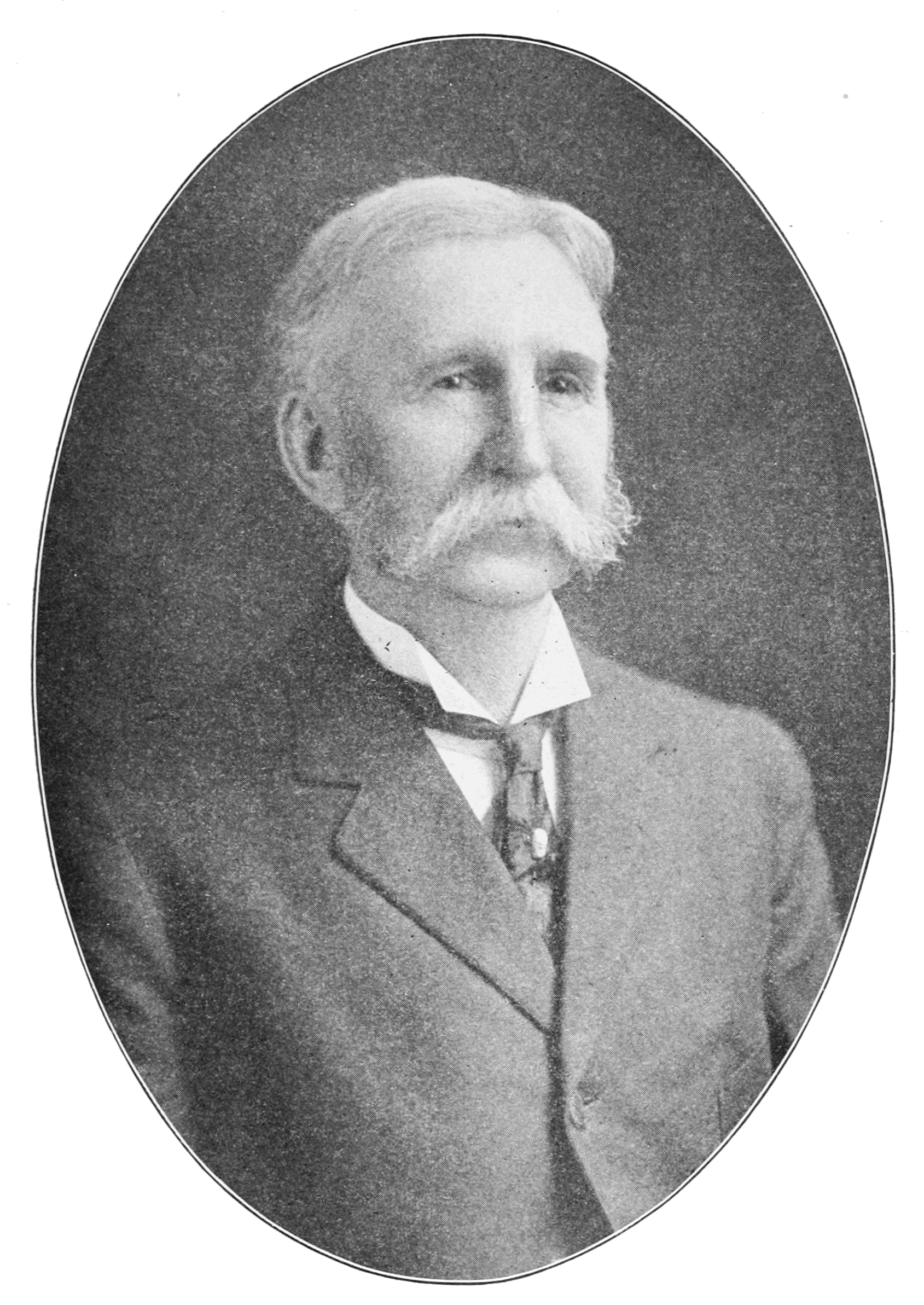
Frederic Lucas (1911)

Frederic Augustus Lucas (* 25. März 1852 in Plymouth, Massachusetts; † 9. Februar 1929 in Flushing, New York City) war ein US-amerikanischer Biologe und Museumsdirektor.
Frederic Lucas war von 1871 bis 1882 Assistent im Ward’s Natural Science Establishment und arbeitete später für das Smithsonian Institution in Washington, D.C. Von 1893 bis 1904 war er dort Kurator. Von 1904 bis 1911 war er der leitende Kurator des Brooklyn Institute of Arts and Sciences. Später arbeitete er als Direktor des American Museum of Natural History, New York City.
Frederic Lucas veröffentlichte eine Reihe von Untersuchungen über die Anatomie von Vögeln sowie über Museumsmethoden. Zu seinen weiter verbreiteten Arbeiten zählen Werke wie Animals of the Past aus dem Jahre 1901 und Animals before Man in North America. Während der Haiangriffe an der Küste von New Jersey (1916) spielte er eine wichtige Rolle in der Identifikation der Haiart, die an den Vorfällen Schuld waren.
Nach ihm benannt ist der Lucas-Gletscher auf der Insel Südgeorgien.